# Pierre Meyrat
Pierre Meyrat, född 16 oktober 1916 i Tulle i Corrèze i Frankrike, död 13 oktober 1969 i Saint-Émilion i Gironde, var en fransk racerförare.